# Hrnek

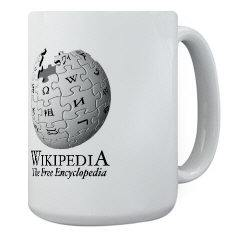
Hrnek s logem Wikipedie

Hrnek, hrneček či koflík je picí menší nádoba. Může sloužit pro rozlévání nápojů z větších nádob, pití nápojů nebo polévek. Oproti sklenici mívá jednu nebo dvě úchytky, nazývané „ucho“ nebo ouško, které usnadňují přenášení horkých nápojů jako je čaj, káva, mléko či kakao k ústům. Menší hrnek se nazývá šálek, nebo (v odborném názvosloví) koflík.  Používá se s podšálkem (miskou) k podávání malé dávky kávy, čaje nebo jiných horkých nápojů. 

## Materiál
Hrnek je nejčastěji zhotoven z keramiky, tj. z pálené, zpravidla glazované hlíny nebo z porcelánu. Hrnky mohou být také dřevěné, stříbrné, či ze železného nebo hliníkového plechu (tzv. plecháčky). V posledním půlstoletí sílí používání plastových hrnků. Od počátku 21. století se v souvislosti s rozšířením řetězců rychlého občerstvení šíří distribuce horkých nápojů v tzv. termohrnku. Dvojstěnný termohrnek vznikl miniaturizací termosky, uchovává horký nápoj delší dobu.
Hrnky se méně často vyrábějí ze skla, v posledních letech se však jejich výroba rozšiřuje, zejména z matového pískovaného skla s potiskem pro reklamní účely.

## Vzhled
Tvar  hrnku může být válcovitý, soudek, zvonovitý, nebo klenutý jako džbánek. Velikost se pohybuje od miniaturních hrnečků moka o obsahu 0,005 litru až po hrnky polévkové o obsahu 0,4 až 0,5 litru. Dno může být kruhové a rovné nebo vypuklé, stěny uvnitř jsou hladké, někdy zvlněné, v případě keramiky a porcelánu zpravidla glazované. Plášť může být různě tvarovaný i plasticky zdobený, například lisovaným dekorem nebo žebrováním, které zvyšuje nerozbitnost hrnku při pádu. 
Hrnky bývají opatřeny uchem, uchy či oušky pro snadnější uchopení. Ucho může být tvarováno ozdobně např. do tvaru těla kočky, nebo se dvěma otvory, do nichž se vkládá lžička. Dvě ucha mívají velké hrnky na polévku, nebo hrnečky pro děti.
Výzdoba povrchu hrnku 
- plochá: průmyslově aplikovaná fototiskem, s různými motivy ornamentů, nápisů nebo obrázků (květiny, zvířátka, portréty). Starší hrnky mívaly výzdobu ručně malovanou speciálními barvami buď pod glazurou (ta je trvanlivá), nebo na glazuru, pak se musí dodatečně vypalovat a časem se poškodí. Okraje nebo vnitřní stěny mohou být zlacené.
- plastické apliky: dekorační prvky, např. hlavička zvířete nebo květ, zpravidla jde o estetický prvek, ne o funkční doplněk.